# Grande société des chemins de fer russes
La Grande société des chemins de fer russes (GSCFR) est une ancienne compagnie ferroviaire.

## Historique
Après le désastre de la guerre de Crimée, analysé comme un effet du retard du système de transport russe, l'État russe abandonne sa politique protectionniste et après avoir essayé de faire jouer la concurrence française, belge, allemande et américaine, il autorise la fondation de la Grande société des chemins de fer russes (GSCFR), autour des frères Pereire et en relation avec la diplomatie française, avec à la clé une énorme concession de 4 000 km de chemins de fer. La banqueroute des frères Péreire et la restructuration de la GSCFR en 1861 marque le début d'une décennie 1860 marquée par un retour de la prise en main nationale de la gestion des chemins de fer et de la stagnation du développement ferroviaire russe.

## Réseau
- Ligne Koursk-Kharkiv-Azov.
- Chemin de fer Saint-Pétersbourg-Varsovie.
- Ligne Moscou-Nijni Novgorod.